# Roxana Cogianu
Roxana Gabriela Cogianu, född 21 september 1986 i Iași, är en rumänsk roddare.
Cogianu blev olympisk bronsmedaljör i åtta med styrman vid sommarspelen 2016 i Rio de Janeiro.